# Очарованная душа
«Очарованная душа» — роман-драма Ромен Роллана, написан в (1922—1923). Отражает путь  идейных исканий автора после Первой мировой войны и описывает социальную тему.

## История написания романа
Замысел романа  «Очарованной души» возник и зрел у Ромен Роллана давно.  Он всегда предпочитал развитие параллельных тем и контрастных соответствий, поставив рядом с борцом-мужчиной женщину-борца. Эта женщина принадлежит «к авангарду того поколения женщин, которому во Франции пришлось упорно пролагать себе дорогу к независимому положению».
Главная героиня «Очарованной души»  по замыслу автора это необычный художественный образ: «...сроднившись с Жаном-Кристофом, с Кола или с Аннетой Ривьер, я становлюсь просто-напросто поверенным их мысли. Слушаю их, вижу их поступки и смотрю на все их глазами. Они постепенно познают свое сердце и сердце других людей, а вместе с ними познаю и я...» «Придуманный» мир словно становится для писателя реальным, герои- живыми («незнакомое существо поселилось во мне»,- сознавался Роллан), а писатель может «сам» появиться в романе и вступить в дружескую беседу с вымышленными персонажами. Архивная копия от 1 сентября 2017 на Wayback Machine
По замыслу, Аннета, Марк и другие герои романа обладают «самостоятельным» существованием, как это бывает в произведениях мастеров реалистического искусства. «Духовный двойник» его «Жана-Кристофа» Аннета - полнокровный образ во всем своеобразии внешнего и внутреннего облика. Внутренняя близость героев Роллану обусловливает необычный жанр романа лирического.  Р.Роллан «слышал» свое творение и звал читателя прислушаться к нему.
В произведении есть сходство с принципом раскрытия человека в «Поисках утраченного времени» Пруста. Особенно в первых частях романа, когда Роллан - не без влияния Бергсона - видел интерес произведения в том, как «в душе уравновешенной, порядочной и рассудительной женщины, неведомо для нее самой, незримо живет любовное начало, не признающее границ дозволенного». Тогда душа Аннеты рисовалась «бездной», о которой сама героиня «не имеет никакого представления».
Он отождествлял человека с «рекой».  Архивная копия от 2 сентября 2017 на Wayback Machine Главная героиня прошла через испытания, выпавшие на долю людей в XX веке: бедность, война, фашизм.
Его герои, свободолюбивые и мужественные интеллигенты, поставлены теперь перед лицом всемирно-исторического процесса гибели эксплуататорского уклада и перед необходимостью найти путь к новому обществу. Но «Очарованная душа» не только рассказывает о том, как Аннета, Марк ищут истину - роман сам по себе есть поиски истины, есть открытие XX века как революционной эпохи, приобщение и автора, и героя к этой революционности. Вот почему «Очарованная душа» вместе с изменением отношения к миру, к герою заключает в себе и изменение эстетических принципов - от романтических, символических (особенно в изображении положительного героя) и критически-реалистических (преимущественно в изображении отрицательных персонажей и обстоятельств) к социалистическому реализму, уже очевидному в  «Провозвестнице».
Героиня романа решает вначале нравственную проблему сочетания любви и независимости в целях достижения внутренней гармонии, нравственно совершенной духовной жизни. Вследствие этого Аннета сознательно отстраняется от политической борьбы как от занятия, по ее мнению, не очень достойного и не очень важного. Поэтому и сама общественная жизнь, политическая борьба почти не изображены в «Лете», рассказывающем семейную историю, хотя и насыщенную большим общественным и психологическим содержанием. Роман воссоздает поток чувств героев -- Аннеты, а затем сына ее Марка - стихию беспрерывно сменяющихся, сталкивающихся душевных движений, порывов, стремлений. Поток этот глубок, опасен и подчас непостижим. Он сильнее воли и разума
Затем, третья книга «Очарованной души» - «Мать и сын» -это конкретно-жизненный материал. Аннета - воплощение любви и сострадания, объединяющая всех страдающих, всех терзающих друг друга, ослепленных ненавистью людей. В этот период народ заражается ядом ненависти - антивоенной силой оказывается Аннета. Как романтический символ, как созданный Ролланом образец, она возвышается не только над империалистической войной, но и над политической борьбой вообще. На переднем плане поэтому «приливы» и «отливы» чувств героев, история мучительных переживаний. Аннеты и Марка, связанная с проблемой внутреннего совершенствования героя.
Автору удалось представить механизм общественной системы Франции.
Система образов в романе Ролана «Очарованная душа». Архивная копия от 1 сентября 2017 на Wayback Machine   Очарованная душа характеристика образа Ривьеры Анетты. http://lit-helper.com/p (недоступная+ссылка) Ocharovannaya dusha harakteristika obraza Riv-eri Anetti